# Sander Dekker
Sander Dekker, né le 9 février 1975 à La Haye, est un homme politique néerlandais. Membre du Parti populaire pour la liberté et la démocratie (VVD), il est ministre de la Protection juridique entre 2017 et 2022 dans le troisième cabinet de Mark Rutte.

## Biographie

### Engagement local
Élu au conseil municipal de La Haye de 2003 à 2006, où il préside le groupe du VVD de 2004 à 2006, Sander Dekker devient dès lors échevin, se voyant attribuer le portefeuille de l'éducation, de la jeunesse et des sports jusqu'en 2010, lorsqu'il prend en charge les finances et l'aménagement urbain.

### Fonctions au gouvernement
En 2012, il est nommé secrétaire d'État (nl) à l'Éducation, à la Culture et à la Science, sous la direction de la ministre travailliste Jet Bussemaker au sein du deuxième cabinet de Mark Rutte.
Il change de fonction en 2017, dans le troisième cabinet de Mark Rutte, pour devenir ministre de la Protection juridique, un poste de ministre sans portefeuille nouvellement créé au ministère de la Justice et de la Sécurité. En 2018, il se fait remarquer à l'international pour avoir enclenché la fermeture de prisons aux Pays-Bas résultant d'une baisse de la population carcérale.
En 2022, il se retire de la vie politique lors de la prestation de serment du quatrième cabinet de Mark Rutte, dans lequel Franc Weerwind (nl) lui succède.

### Vie privée
En juin 2022, Sander Dekker est victime d'une grave chute à vélo au sud-ouest de La Haye, après laquelle il est hospitalisé cinq semaines.